# Iasna Poleana, Jovtnevîi
Iasna Poleana (în ucraineană Ясна Поляна) este un sat în comuna Dobra Nadia din raionul Jovtnevîi, regiunea Mîkolaiiv, Ucraina.

## Demografie
Componența lingvistică a localității Iasna Poleana
     Ucraineană (90,91%)
     Rusă (6,06%)
     Bulgară (3,03%)
Conform recensământului din 2001, majoritatea populației localității Iasna Poleana era vorbitoare de ucraineană (90,91%), existând în minoritate și vorbitori de rusă (6,06%) și bulgară (3,03%).